# بکرآباد (ورزقان)

بکرآباد یکی از روستاهای استان آذربایجان شرقی است که در دهستان بکرآباد بخش مرکزی شهرستان ورزقان واقع شده‌است.